# Портрети (телепрограма)
Портрети з Сергієм Дорофєєвим — колишня авторська програма-інтерв'ю на «5 каналі», що велася у форматі «гість - ведучий» і ведучим якої був Сергій Дорофєєв. Виходила з 2011 по 2013 роки. Припинила своє існування у зв'язку з переходом пана Дорофєєва на телеканал Інтер на початку 2013 року.

## Технічні деталі
Ведучий Сергій Дорофєєв веде програму російською мовою, а переважна більшість гостей розповідають про себе українською. Винятками були українці Дмитро Табачник, Олександра Кужель, Леонід Кравчук, Наталія Королевська, Олена Бондаренко, Ірина Акімова, Юлія Льовочкіна, Інна Богословська, Віталій Кличко, Фагот (ТНМК), Мустафа Джемілєв, Петро Симоненко, Сергій Поярков, Сергій Рахманін, Валерій Фадєєв, Сергій Тігіпко, Віктор Медведчук, Олександр Попов, Віталій Ковальчук, білорус Станіслав Шушкевич та росіяни Михайло Касьянов, Карен Шахназаров та Володимир Познер.

## Список гостей
Станом на травень 2013 року, у гостях побували:
| №  | ПІП                                 | Мова співрозмовника | Рід занять | Дата ефіру        |
| -- | ----------------------------------- | ------------------- | --- | ----------------- |
| 1  | Арсеній Яценюк                      | українська          | український політик, один з лідерів опозиції | 4 жовтня 2011     |
| 2  | Ганна Герман                        | українська          | український політик, радник Президента України | 11 жовтня 2011    |
| 3  | Володимир Литвин                    | українська          | український політик, спікер Верховної Ради України | 18 жовтня 2011    |
| 4  | Богдан Бенюк                        | українська          | український кіно та театральний актор, політик | 25 жовтня 2011;   |
| 5  | Любомир Гузар                       | українська          | єпископ Української Греко-Католицької Церкви, кардинал Католицької Церкви | 1 листопада 2011  |
| 6  | Дмитро Табачник                     | російська           | міністр освіти і науки, молоді та спорту України, українофоб | 8 листопада 2011  |
| 7  | Юрій Андрухович                     | українська          | український письменник, перекладач | 15 листопада 2011 |
| 8  | Роман Безсмертний                   | українська          | український політик, кандидат політичних наук | 22 листопада 2011 |
| 9  | Олександра Кужель                   | російська           | український політик, громадський діяч | 29 листопада 2011 |
| 10 | Оксана Забужко                      | українська          | українська письменниця | 6 грудня 2011     |
| 11 | Леонід Кравчук / Станіслав Шушкевич | російська/російська | перший Президент України / перший голова Верховної ради незалежної Білорусі | 13 грудня 2011    |
| 12 | Наталія Королевська                 | російська           | український політик | 20 грудня 2011    |
| 13 | Петро Порошенко                     | українська          | український політик, підприємець | 27 грудня 2011    |
| 14 | Олег Скрипка                        | українська          | український музикант, культурний діяч | 3 січня 2012      |
| 15 | Михайло Касьянов                    | російська           | російський фінансист і політик, голова уряду Російської Федерації у 2000–2004 | 10 січня 2012     |
| 16 | Микола Томенко                      | українська          | український політик, громадський діяч | 17 січня 2012     |
| 17 | Олена Бондаренко                    | російська           | українська журналістка, депутат від Партії регіонів, голова підкомітету з питань телебачення та радіомовлення Комітету Верховної Ради України з питань свободи слова та інформації | 24 січня 2012     |
| 18 | Ада Роговцева                       | українська          | українська акторка | 31 січня 2012     |
| 19 | Юлія Льовочкіна                     | російська           | український політик, народний депутат, член Партії регіонів | 7 лютого 2012     |
| 19 | Ірина Акімова                       | російська           | український політик, кандидат економічних наук, перший заступник Глави Адміністрації Президента України                                                                            | 14 лютого 2012    |
| 20 | Віктор Ющенко                       | українська          | 3-ій Президент України | 21 лютого 2012    |
| 21 | Анатолій Гриценко                   | українська          | український політик | 3 березня 2012    |
| 22 | Фагот (Михайлюта Олег)              | російська           | лідер гурту «Танок на Майдані Конґо», культурний діяч | 10 березня 2012   |
| 23 | Микола Катеринчук                   | українська          | український політик, кандидат юридичних наук | 17 березня 2012   |
| 24 | Інна Богословська                   | російська           | український політик, бізнесмен | 24 березня 2012   |
| 25 | Віталій Кличко                      | російська           | український боксер, політик | 31 березня 2012   |
| 26 | Анатолій Хостікоєв                  | українська          | український кіно та театральний актор | 7 квітня 2012     |
| 27 | Карен Шахназаров                    | російська           | російський режисер, продюсер | 14 квітня 2012    |
| 28 | Тарас Чорновіл                      | українська          | український політик, син відомого українського патріота та дисидента радянських часів В'ячеслава Чорновола                                                                         | 21 квітня 2012    |
| 29 | Андрій Кузьменко (Скрябін)          | українська          | український співак гурту Скрябін | 12 травня 2012    |
| 30 | Сергій Жадан                        | українська          | український письменник з Харкова | 19 травня 2012    |
| 31 | Мустафа Джемілєв                    | російська           | кримський-татарин, український політик, голова кримського Меджлісу | 26 травня 2012    |
| 32 | Юрій Макаров                        | українська          | український журналіст | 09 червня 2012    |
| 33 | Андрій Кожем'якін                   | українська          | український політик | 16 червня 2012    |
| 34 | Костянтин Грищенко                  | українська          | український політик | 23 червня 2012    |
| 35 | Петро Симоненко                     | російська           | український політик | 30 червня 2012    |
| 36 | Маріа Матіос                        | українська          | українська письменниця (поет, прозаїк, публіцист) | 08 липня 2012     |
| 37 | Поярков Сергій                      | російська           | український художник і політичний коментатор | 14 липня 2012     |
| 38 | Сергій Рахманін / Валерій Фадєєв    | російська/російська | редактор відділу політики газети «Дзеркало тижня»; російський журналіст та громадський діяч                                                                                        | 21 липня 2012     |
| 39 | Марк Захаров                        | українська          | радянський і російський режисер театру і кіно | 15 вересня 2012   |
| 40 | Олександр Третьяков                 | українська          | український політик, керівник Кабінету Президента України 2005 | 22 вересня 2012   |
| 41 | Володимир Огризко                   | українська          | український дипломат, міністр закордонних справ України 2007-2009 | 29 вересня 2012   |
| 42 | Олександр Турчинов                  | українська          | український політичний та державний діяч | 6 жовтня 2012     |
| 43 | Михайло Кулиняк                     | українська          | український політик, Міністр культури України з 2010 | 13 жовтня 2012    |
| 44 | Сергій Тігіпко                      | російська           | український фінансист, політик, колишній віце-прем'єр міністр України | 20 жовтня 2012    |
| 45 | Анатолій Гриценко                   | українська          | український політик, колишній міністр оборони України | 10 листопада 2012 |
| 46 | Ігор Мірошниченко                   | українська          | український політик | 17 листопада 2012 |
| 47 | Віктор Медведчук                    | російська           | українофоб, кум Володимира Путіна, адвокат Василя Стуса, політик, колишній радник президента України Леоніда Кучми                                                                 | 24 листопада 2012 |
| 48 | Віктор Пинзеник                     | українська          | український політик | 1 грудня 2012     |
| 49 | Геннадій Москаль                    | українська          | український політик, колишній міністр МВС України | 8 грудня 2012     |
| 50 | Наталія Сумська                     | українська          | український актор, телеведуча | 15 грудня 2012    |
| 51 | Леся Оробець                        | українська          | український політик | 22 грудня 2012    |
| 52 | Портрет Року                        | мішанина            | погляд на 2012 рік | 29 грудня 2012    |
| 53 | Леонід Кравчук                      | українська          | український політик, колишній президент України | 2 лютого 2013     |
| 54 | Олександр Попов                     | російська           | український політик, колишній мер Києва | 9 лютого 2013     |
| 55 | Віталій Ковальчук                   | російська           | український політик, член партії УДАР | 16 лютого 2013    |
| 56 | Василь Шкляр                        | українська          | український письменник | 9 березня 2013    |
| 57 | Патріарх Філарет                    | українська          | український духовний діяч | 16 березня 2013   |
| 58 | Володимир Познер                    | російська           | російський журналіст | 30 березня 2013   |
| 59 | Андрій Куликов                      | українська          | український журналіст | 6 квітня 2013     |
| 60 | Сергій Квіт                         | українська          | український працівник вищої освіти, президент НаУКМА | 13 квітня 2013    |
| 61 | Петро Порошенко                     | українська          | український бізнесмен, політик | 20 квітня 2013    |